# Hình học giải tích

Hình học giải tích

Hình học giải tích, cũng được gọi là hình học tọa độ hay hình học Descartes, là môn học thuộc hình học sử dụng những nguyên lý của đại số. Thường sử dụng hệ tọa độ Descartes cho những phương trình theo mặt phẳng, đường, đường cong, và đường tròn, nhiều khi có hai hay ba chiều đo. Theo một số người, hình học giải tích là nguồn gốc của toán học hiện đại.